# Alistair Johnston
Alistair Johnston (ur. 8 października 1998 w Vancouver) – kanadyjski piłkarz pochodzenia północnoirlandzkiego występujący na pozycji prawego obrońcy, reprezentant Kanady, od 2023 roku zawodnik szkockiego Celticu.